# Lista de lesionados
Na Major League Baseball, a lista de lesionados (disabled list, DL) é um método para os times removerem seus jogadores machucados do plantel e evocar alguém saudável.

## Diretrizes gerais
Os jogadores são colocados na lista de 15 dias ou de 60 dias, normalmente dependendo da gravidade e/ou do tempo de recuperação do dano. Um jogador pode ser deslocado da de 15 dias para a de 60 dias em qualquer momento, mas não o contrário. O jogador não pode voltar ao time até que o número associado de dias tenha passado, mas o tempo de um jogador na DL pode exceder o número especificado de dias. A DL de 15 dias não conta o jogador no plantel ativo (consistindo em um plantel de 25 homens até 1 de setembro), enquanto que a DL de 60 dias não requer que o jogador seja contado no plantel ativo ou de plantel de 40 homens. Colocando um jogador na lista de lesionados, um lugar no plantel ativo é posto à disposição. Outro jogador das ligas menores, agente livre, um jogador trocado ou um jogador recuperado saindo da lista de lesionados pode ser usado para preencher esse lugar.
Os jogadores podem ser postos na DL em uma data retroativa ao último dia que ele jogou. Isto permite a um time não ser penalizado por não causar a si próprio a possível desvantagem de jogar com um plantel reduzido. Essa concessão pode ser usada até 10 dias depois do ponto do dano. Por isso, listar o jogador como dia-a-dia antes de colocá-lo na lista de lesionados é muitas vezes usado para indicar o momento onde a lesão começou.
Um time pode manter um jogador machucado no plantel mas mantê-lo listado como dia-a-dia para indicar que a equipe médica é incapaz de determinar quando o jogador pode retomar atividades de jogo normais novamente. Se o dano resultar ser menor, então o jogador pode retornar sem necessidade de esperar para sair da lista.
Jogadores que se recuperam de uma contusão podem aparecer em um número limitado de jogos de ligas menores enquanto ainda estão na lista de lesionados, para preparar-se para a reativação. Não-arremessadores podem ficar no clube de liga menor por até 20 dias, enquanto arremessadores podem ficar nas menores por até 30 dias.

## Histórico
Até o fim dos anos 1980, a lista de lesionados consistia em 10 e 21 dias. O número de jogadores que podiam ser colocados em cada lista era limitado, e houve muito menos flexibilidade sobre quando eles podiam voltar à ação. Além do mais, não se permitia que jogadores com contrato na MLB fossem às ligas menores para reabilitação.